# Montéléger
Montéléger är en kommun i departementet Drôme i regionen Auvergne-Rhône-Alpes i sydöstra Frankrike. Kommunen ligger i kantonen Portes-lès-Valence som tillhör arrondissementet Valence. År 2022 hade Montéléger 1 670 invånare.

## Befolkningsutveckling
Antalet invånare i kommunen Montéléger
Referens:INSEE

## Galleri

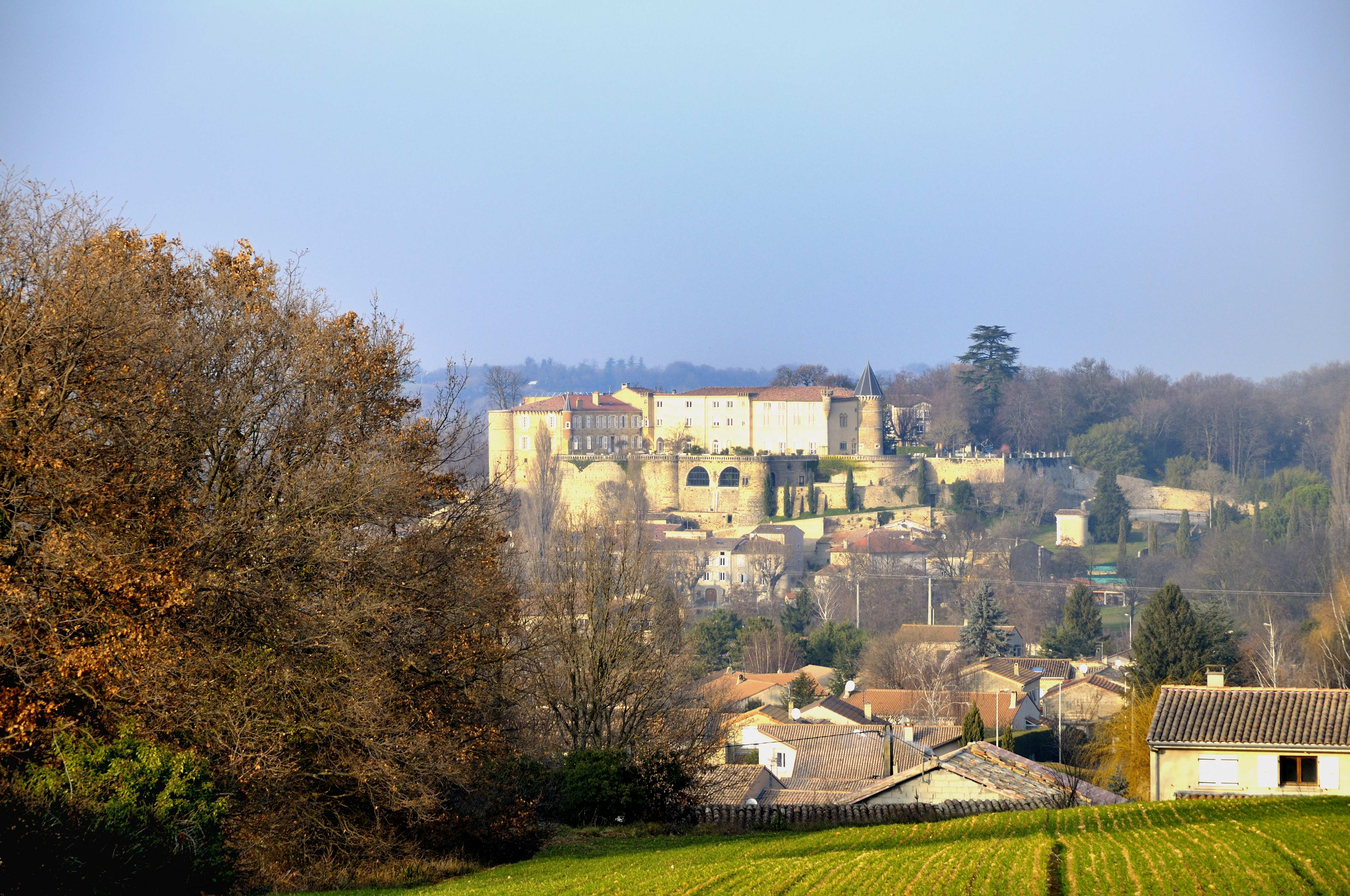
château de Montéléger
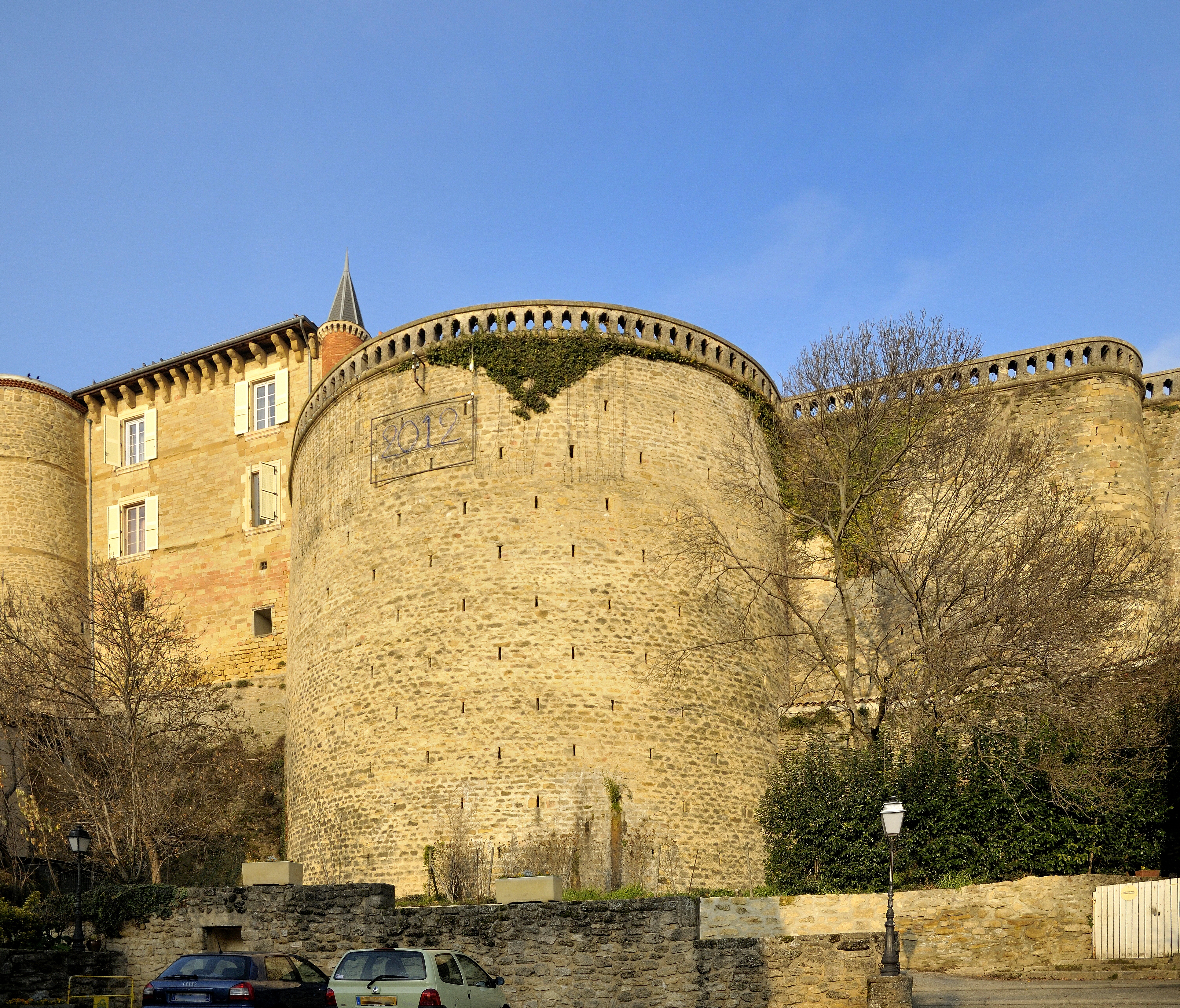
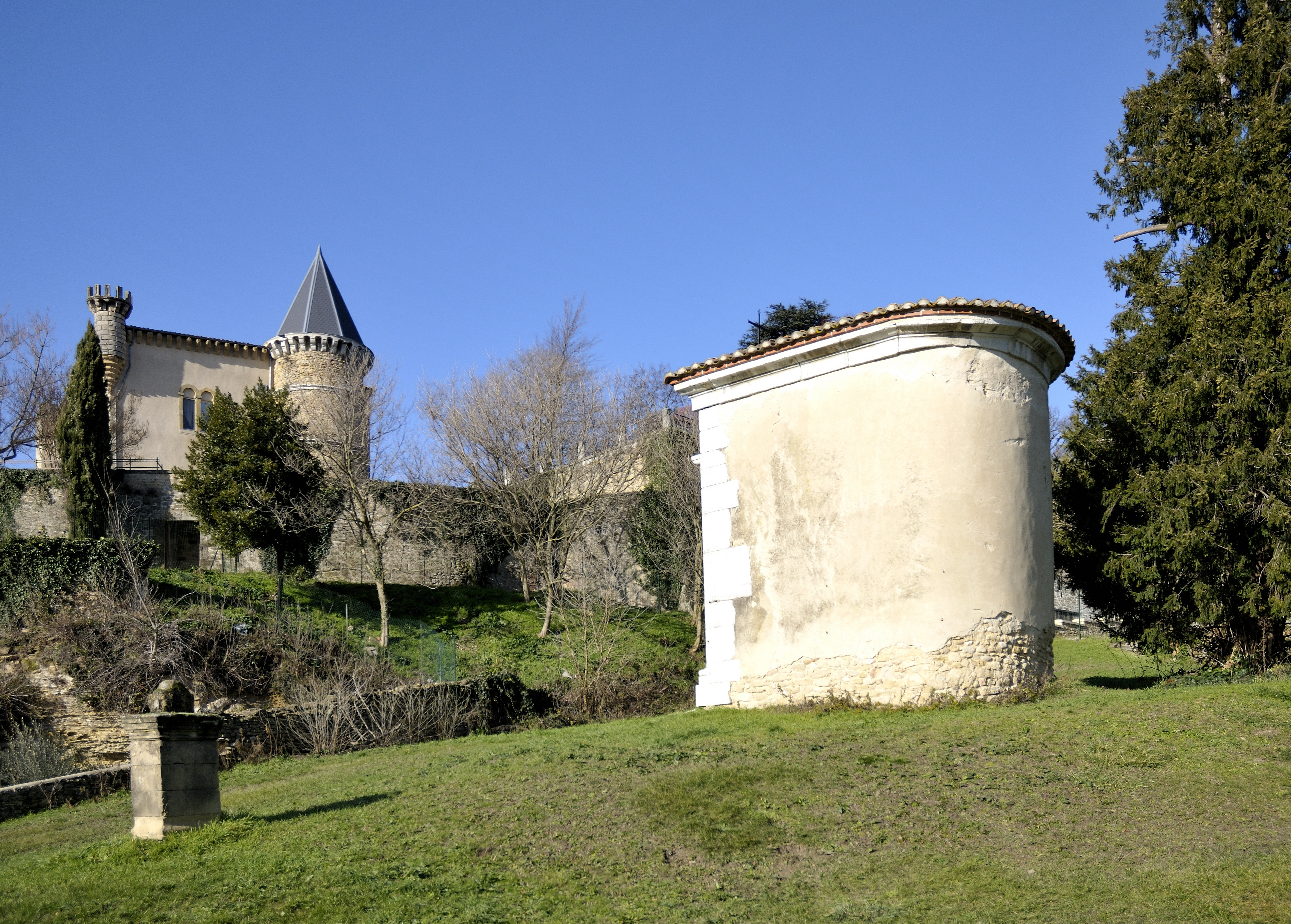
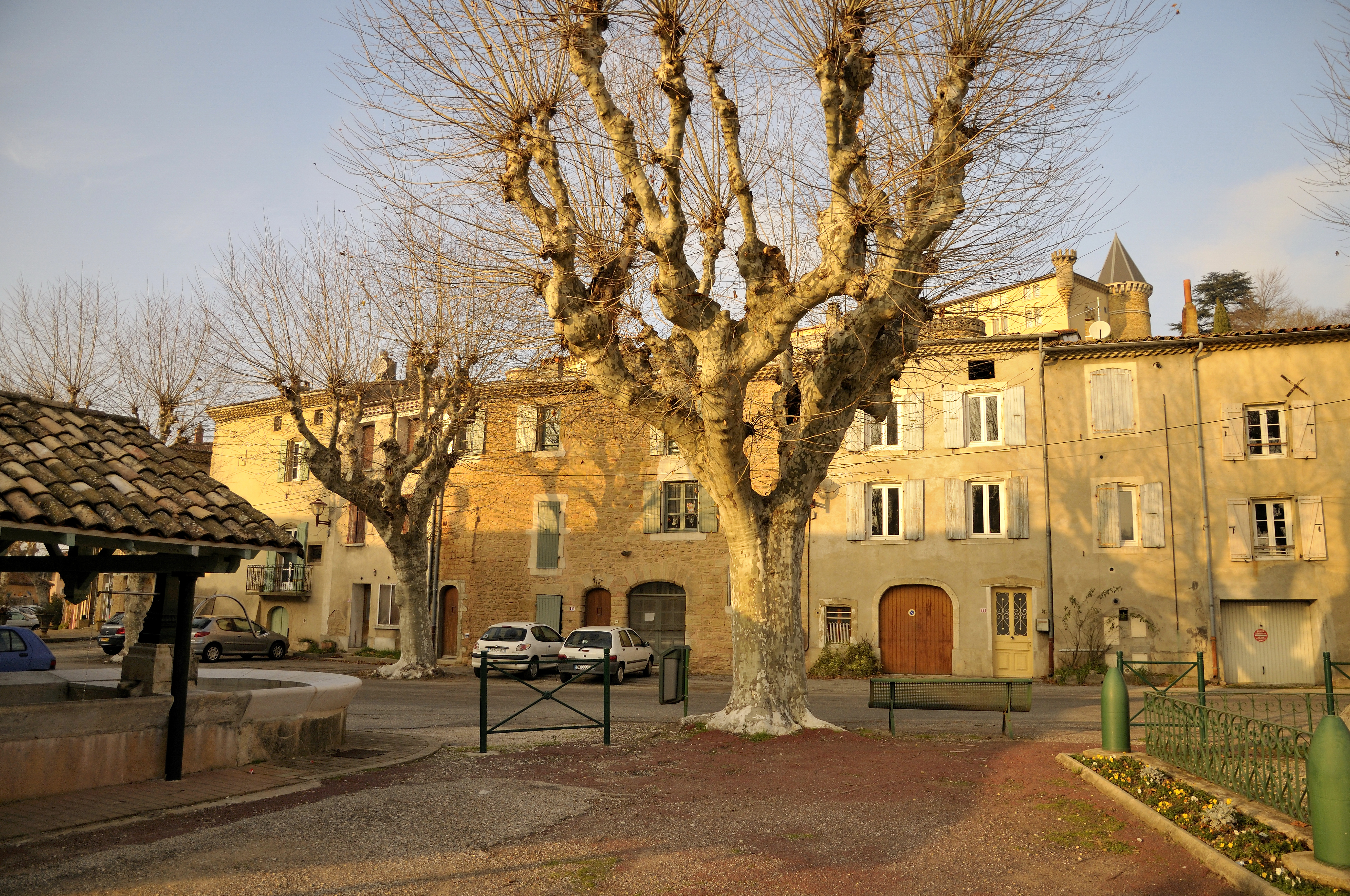
Tvätthuset